# Bazzana Sant'Ilario
Bazzana Sant'Ilario è una frazione del comune di Assago in provincia di Milano, posta a nordest del centro abitato, verso il capoluogo.
I suoi abitanti sono chiamati Bazzanesi.

## Storia
Fu un antico comune del Milanese.
Alla proclamazione del Regno d'Italia nel 1805 risultava avere 231 abitanti. Nel 1809 fu soppresso con regio decreto di Napoleone ed annesso ad Assago, la quale fu poi a sua volta inglobata in Corsico nel 1811. Il comune di Bazzana Sant'Ilario fu ripristinato con il ritorno degli austriaci, che tuttavia tornarono sui loro passi nel 1841, stabilendo la definitiva unione comunale con Assago, alla cui parrocchia apparteneva.